# فوندائیک (FUNDAEC)
فوندائیک (به انگلیسی: FUNDAEC)، مخفف عبارت «بنیاد کاربرد و آموزش علوم» در زیان اسپانیایی است، یک سازمان غیرانتفاعی و غیردولتی است که بر آموزش و توسعه در مناطق روستایی کلمبیا و سایر کشورهای آمریکای لاتین تمرکز دارد. در سال ۱۹۷۴ در کلمبیا توسط گروهی از دانشمندان و متخصصان به رهبری فرزام ارباب، فیزیکدان مشهوری که در سال ۱۹۷۰ به عنوان استاد مدعو به دانشگاه واله آمده بود، ایجاد شد.
در این مؤسسه دو برنامه اصلی وجود دارد: سیستم آموزشی خودآموز (SAT) که یک سیستم آموزشی سطح متوسطه که توسط بیش از ۲۵۰۰۰ دانش آموز در سراسر قاره آمریکا استفاده می‌شود، و مرکز دانشگاهی برای رفاه روستایی (CUBR). هدف این برنامه درسی توسعه توانایی‌های دانش‌آموزان در پنج زمینه اصلی است: ریاضیات، علوم، زبان و ارتباطات، فناوری و خدمات به جامعه.

## تاریخچه
فوندایک در سال ۱۹۷۴ توسط گروهی از اساتید دانشگاه واله تأسیس شد. به گفته گوستاوو کورئا، مدیر FUNDAEC در سال ۲۰۰۲، این موسسه از نقل قولی از بهاءالله الهام گرفته ‌است - بهاءالله انسان را چون معدنی غنی از جواهرات گران‌قیمت توصیف می‌کند و می‌گوید که آموزش به تنهایی می‌تواند موجب آشکار شدن گنجینه‌های وجود انسان شود و بشر را قادر سازد از آن بهره‌مند شود:
«انسان را به مثابه معدن که دارای احجار کریمه است مشاهده نما، به تربیت جواهر آن به عرصه شهود آید»
آرمان‌های این موسسه عبارتند از:
- مردم را توده‌ای از مردم کم‌تغذیه، غرق در مشکلات و نیازها - مسکن، اشتغال، بهداشت، آموزش و پرورش نمی‌داند، بلکه در عوض، مشارکت‌کنندگان برنامه‌های خود را منابعی بی‌بدیل در یک فرایند خودپایهٔ تغییر در نظر می‌گیرد.
- این اعتقاد قوی که هر انسانی دارای پتانسیل‌های بالقوه‌ای است که یک فرایند آموزشی مناسب می‌تواند به توسعه و هدایت خدمات به جامعه و به‌طور کلی جامعه کمک کند.
- تجزیه و تحلیل مشکلات فقر و فروپاشی اجتماعی با توجه به تمایل به تقلیل مردم به یک هدف دستکاری توسط یک بازار ناعادلانه یا یک دولت خدایی، به یک لذت سیری ناپذیر در جستجوی مصرف‌کننده کالا، یا یک شرکت کننده خستگی ناپذیر در مبارزات قدرت.
- پذیرش دو جنبه متقابل ماهیت انسان: محرک اصلی بقای مادی و واقعیت ماهیت معنوی انسان، با پتانسیل‌های بی‌نهایت برای ویژگی‌هایی مانند عشق، عدالت و سخاوت.
- اجتناب از وسواس نامتعادل صنعتی شدن که برای اکثریت بشریت غیرقابل دستیابی و نامطلوب است. نه تصورات عاشقانه از جوامع سنتی غیرتکنولوژیک از اقتصادهای معیشتی و دهقانی، بلکه جست و جوی جامعه ای مدرن از نظر علمی و فناوری که با این حال ساختارهای آموزشی، اقتصادی، اداری، سیاسی و فرهنگی خود را بر مفهوم ماهیت یکپارچه انسان استوار کند. به جای نیازهای مادی صرف.
- دانشگاه روستایی فضایی اجتماعی خواهد بود که در آن دو نظام دانش، یکی مدرن (با تمام پیچیدگی‌هایش) و دیگری سنتی مربوط به مردم منطقه به شیوه ای سالم با یکدیگر تعامل می‌کنند تا فرآیندهای توسعه مهمی را از درون روستایی ایجاد کنند. خود جمعیت
- دانشگاه روستایی باید اهداف خود را با این درک دنبال کند که همه فرآیندهای زندگی روستایی، تولید، ساخت و ساز ساده و تعمیر، بازاریابی، توسعه منابع انسانی، اجتماعی شدن، جریان اطلاعات، سازگاری و بهبود فناوری‌ها، سلامت مراقبت، بهداشت، و تصمیم‌گیری به ساختارهایی نیاز دارند که ممکن است آنها را به ساختارهای متناظر زندگی سیاسی، اجتماعی، اقتصادی و فرهنگی یک جامعه جهانی در حال تکامل متصل کند.

FUNDAEC به عنوان یک بنیاد توسعه خصوصی مستقر در کالی تأسیس شد و تعدادی پروژه توسعه را حول این هدف که جمعیت روستایی نه تنها از آموزش عالی بهره‌مند شوند، بلکه باید فعالانه در ایجاد و تولید دانش و فناوری مشارکت کنند. کیفیت زندگی و استاندارد زندگی آنها را بهبود بخشد. FUNDAEC به دنبال از بین بردن تصویر کشاورز فقیری بود که زندگی او باید توسط اعضای ممتاز جامعه برنامه‌ریزی و مدیریت شود؛ گسترش داده‌است

## پروژه‌ها
پروژه‌های FUNDAEC با Centro Universitario de Bienestar Rural (CUBR)، «مرکز دانشگاهی برای رفاه روستایی» در سال ۱۹۸۰ آغاز شد تا به عنوان پایه ای از تخصص برای توسعه و بررسی برنامه‌ها و پروژه‌ها باشد. در سال ۱۹۸۷، "System for Tutorial Learning" (SAT، مخفف اسپانیایی "Sistema de Aprendizaje Tutorial") تأسیس شد که تا سال ۱۹۹۶ در ۱۳ بخش از ۳۲ بخش کلمبیا استفاده شده‌است SAT، پس از اجرای گسترده، با قطع فرایند شهرنشینی، افزایش رفتار دموکراتیک و جنبه‌های برابری جنسیتی، فعالیت‌های فوق برنامه در جوامع، توقف حرکت مهاجرتی جمعیت، و ایجاد همکاری عمومی و خصوصی شناخته شده‌است.
این سیستم به درخواست دولت تکرار شده و در سال ۱۹۹۶ توسط دولت هندوراس برای استفاده در آنجا مورد ارزیابی قرار گرفت. برنامه درسی به‌طور منحصر به فرد برای دانش آموزان روستایی، با استفاده از یک سری کتاب کار بسیار تعاملی، فرموله شده‌است، و معلمان آموزش دیده که خود از مناطق روستایی هستند، برنامه درسی را بر اساس یک برنامه منعطف برای رفع نیازهای دانش آموزان روستایی ارائه می‌کنند. هدف این برنامه درسی مهارت‌های مورد نیاز برای زندگی در روستا به جای علوم انتزاعی است، اما از ابتدا برای ساکنان روستایی توسعه یافته‌است. یکی از راه‌های تبدیل شدن به معلم خصوصی این برنامه، فارغ‌التحصیل شدن از سری کتاب‌های کار آن و شروع ارائه کلاس ثبت‌شده در دولت است.
از آنجایی که تمرکز در جامعه باقی می‌ماند، جامعه قوی تر می‌شود. FUNDAEC برنده جایزه Change the World -- Best Practice برای برنامه SAT خود از باشگاه بوداپست شده‌است و به گفته ارنست اولریش فون وایتزکر، به عنوان «بهترین پروژه آموزشی آن زمان» شناخته می‌شود. تا سال ۲۰۰۲ سیستم SAT در هندوراس، گواتمالا، اکوادور، ونزوئلا، پاناما، کاستاریکا، برزیل، کلمبیا مورد استفاده قرار گرفت و اولین مراحل اجرای این برنامه در زامبیا آغاز شد. به موازات پروژه SAT, FUNDAEC یک طرح مالی خرد را نیز آغاز کرد.

## پیوند رو به بیرون
- وب سایت رسمی
- ترویج خودکفایی، پروژه خدمت و توسعه- سازمان فوندایک
- پادکستی در مورد پروژه‌های فوندایک
- LazosLearning Association, ارائه دهنده دوره‌های آنلاین FUNDAEC